# DLAA
深度学习抗锯齿（Deep Learning Anti-Aliasing, DLAA）是Nvidia推出的一种抗锯齿技术。  Nvidia RTX顯卡要依赖Tensor Core才能實現DLAA 。 
DLAA的實現方法与DLSS类似， 但两者的一个重要区别是，DLSS是以牺牲图像质量为代价来提高帧率， 而DLAA是以牺牲帧率为代价来提高图像质量。 